# Имерухути
Имерухути (груз. იმერუხუთი) — село в Грузии, на территории Ванского муниципалитета края (мхаре) Имеретия.

## География
Село находится в западной части Грузии, к востоку от реки Квинисцкали, на расстоянии приблизительно 14 километров (по прямой) к юго-востоку от города Вани, административного центра муниципалитета. Абсолютная высота — 489 метров над уровнем моря.

## Население
По результатам официальной переписи населения 2014 года, в Имерухути проживало 223 человека (110 мужчин и 113 женщин). В национальной структуре населения грузины составляли 99,1 %, русские — 0,9 %.
| Год  | Население, человек |
| ---- | ------------------ |
| 2002 | 389                |
| 2014 | ↘ 223              |